# Starukhi
Starukhi (russisk: Старухи) er en russisk spillefilm fra 2003 af Gennadij Sidorov.

## Medvirkende
- Valentina Berezutskaja som Fjokla
- Tamara Klimova
- Anastasia Ljubimova
- Zoja Norkina
- Galina Smirnova